# Радомир Дамњановић Дамњан
Радомир Дамњановић Дамњан (Мостар, 10. децембар 1935 — Милано, 10. јул 2025) био је српски сликар и концептуални уметник. Живео је и радио у Београду и Милану.

## Биографија
Завршио је Академију ликовних уметности у Београду 1957, а постдипломске студије 1959. године. Први пут је самостално излагао у Београду 1958. године, а на многобројним групним изложбама у земљи и иностранству учествује од 1959. Излагао је на Документима у Каселу (1964), бијеналима у Сао Паолу (1963), Венецији (1966, 1976), Токију (1967) и Братислави (1968). Као Фулбрајтов стипендиста боравио је у Лос Анђелесу и Њујорку 1971 — 1972. Од 1974. године живео је у Милану.
Бавио се сликарством, цртежом, графиком, фотографијом, филмом видеом и перформансом. Током шездесетих, на почетку каријере, Дамњан се бавио сликарством симболичких, апстрактних и минималних карактеритика. Од седамдесетих користи се новим медијима - видеом, фотографијом и перформансом, док се у сликарству приближио његовој аналитичкој струји. На прелазу у девету деценију прошлог века Дамњан се тематски окреће 'мртвој природи' и '(ауто)портрету' које реализује као подне или зидне инсталације исликане у духу постмодерне цитатности 'новог поентилизма'.

## Награде
- 1963. Награда „Vanda Svevo“, 7. Бијенале у Сао Паолу, Сао Паоло
- 1964. Награда „Надежда Петровић“, III Меморијал „Надежда Петровић“, Чачак, Октобарска награда града Београда, Београд
- 1965. Награда I Анала младих, Београд
- 1967. I награда, III Тријенала ликовних уметности, Београд, Откупна награда Музеја савремене уметноси са III Тријенала ликовних уметности, Београд
- 1968. I награда, Салон Блу, Задар, I награда, Интернационални бијенале „Данубиус '68“, Братислава
- 1981. Il Festival di arte video, Arte Video in Europa, Lokarno
- 1986. I награда, Меморијал „Надежда Петровић“, Чачак
- 2011 Награда Сава Шумановић, Нови Сад[2]

## Дела

### Самосталне изложбе
- 1958. Галерија Графичког колектива, Београд
- 1962. Салон Музеја савремене уметности, Београд, Студио Г, Салон Шира, Загреб
- 1966. Галерија Сувремене умјетности, Загреб
- 1967. Galerie Obere Zäune, Cirih
- 1968. Galerie im Zimmertheater, Tübingen
- 1969. Мала галерија, Љубљана
- 1970. Салон на Музејот на современа уметност, Скопље, Салон Музеја савремене уметности, Београд, Галерија Сувремене умјетности, Загреб
- 1973. Галерија Студентског културног центра, Београд
- 1974. Галерија Студентског центра, Загреб, Studio Carla Ortelli, Milano
- 1975. Galleria Multhipla, Milano, Салон Музеја савремене уметноси, Београд
- 1976. Galleria Stefanoni, Leko
- 1977. Studio 16/e, Torino, Galleria Civica, Modena, Galleria Performing Arts Center, Genova, Галерија Нова, Загреб
- 1978. Galleria Pilota, Milano
- 1979. Galleria Gastaldelli, Milano, Kunsthalle, Tübingen
- 1981. Галерија Сувремене умјетности, Загреб
- 1982. Art Gallery, Milano
- 1985. Galerie Ingrid Dacić, Tübingen
- 1986. Музеј савремене уметности, ретроспективна изложба, Београд
- 1987. Модерна галерија, Љубљана, Музеј на современата уметност, Скопље
- 1992. Галерија Студентског кулурног центра, Београд
- 1996. Fondanzione Mudima, Milano
- 1997. Уметнички павиљон Цвијета Зузорић, Београд, Центар за визуелну културу Златно око, Нови Сад
- 1999. Galerie Peter Lindner, Vienna
- 2006. Federico Bianchi Contemporary Art, Leko

### Акције
- 1965. Преливање реке Саве, Београд
- 1974. Бесплатно уметничко дело, Галерија Студентског културног центра, Београд, Дезинформације, Биоскоп Балка, Загреб
- 1989. Plamena Piramida, Stazione di Lambrate, Milano, Piramida od kupusa, Hotel Esplanada, soba 321, Zagreb
- 1993. Natura morta, Fondazione Mudima, Milano
- 1995. Велика пирамида од купуса, Галерија Кућа Анкер, Београд

### Перформанси
- 1973. Човек од новина или могућност комуникације, 12 мин. Галерија Студентског културног центра, Београд
- 1975. Идентитет - деструкција књига, Маркса, Хегела и Библије, 25 мин. Тригон '75, Грац
- 1976. Вечера са Теријем Доксејем из Лондона, 30 мин. Галерија Студентског културног центра, Београд
- 1978. Од рада ка стваралаштву, 25 мин, Галерија Студентског културног центра, Београд, Од рада ка стваралаштву, 30 мин. Галерија Сувремене умјетности, Загреб
- 1979. Од рада ка стваралаштву (варијанта II), 30 мин. Галерија Студентског културног центра, Београд, Dal lavora allacreatività, 25 min. Studio 16/e, Torino
- 1982. Grande natura morta, 25 min. Il Festival Internazionale d'arte video, Lokarno, From Work to Creativeness, The 4th Biennial of Sydney, Vision in Disbelief, Sydney
- 1986. Велика мртва природа, Априлски сусрети, Галерија Студентског културног центра, Београд
- 1996. Chattanooga-choo choo и Велика београдска мртва природа, Die Weise stadt, Museum Modern Kunst Stiftung Ludwig, Vienna
- 1997. Запис једног портрета - Јеша Денегри, Галерија Звоно, Београд

### Филмови
- 1973. Човек из новина, 8 мм, ц/б, 3 мин.
- 1974. Bandiera, super 8 mm, color, sound, 11 min., Per il Futuro, super 8 mm, color, 10 min.

### Видео радови
- 1975. Идентитет - деструкција књига Маркса, Хегела и Библије, ц/б, 20 мин. пал, звук, Тригон '75, Грац
- 1976. Свакодневни ритуал пијења кафе, 30 мин, ц/б, 3/4 инча, пал, звук, Читање истог текста, ц/б, 20 мин, 3/4 инча, пал, звук, Читање Маркса, Хегела и Библије уз светлост шибице, ц/б, 30 мин, 3/4 инча, пал, звук, Мрља у простору или положај јединке у друштву, ц/б, 30 мин, 3/4 инча, пал, звук, Тибинген
- 1977. Кретање као општа потреба, 26 мин, ц/б, 3/4 инча, пал, звук, Револуција као игра мањине, 17 мин, ц/б, пал, звук, Тибинген
- 1982. Велика мртва природа, 25 мин, боја, 3/4 инча, пал, звук, Локарно
- 1983. Metaphysical Duchamp, Video D.C. 83, Ljubljana